# 林投姐 (1988年電影)
《林投姐》，為1988年由丁善璽執導的電影作品，改編自台灣民間廣傳清代台灣四大奇案之一的林投姐傳說。相較於較為民間流傳中較常見的望夫版本及負心漢版本，此電影版將女主角自縊的劇情改為遭人殺害後懸吊於林投樹，更加突顯出其悲哀與無奈。

## 劇情簡介
劇情以台灣民間流傳的林投姐傳說為背景，部分情節進行改編。
商人吳世平（孫曉威飾）娶有妻子柳素雲（施思飾）並育有三子，一家人在台南赤崁經商落戶，生活十分幸福美滿。
某日，吳由廈門經商返台，同行帶回好友周俊（姜大衛飾），周行事聰穎果斷，使吳視之為己出、大力栽培，豈知周實乃心狠手辣之徒，覬覦吳家財產。
為謀奪吳家產業，周先是勾結日本警察伊藤，將吳殺害後棄屍於河中；後又見色起意，欲侵犯吳妻柳，但在雙方爭執中，不意將柳殺害。
周為隱瞞此事，於是將柳之屍身懸吊於林投樹上，偽裝成其乃自縊身亡。
怎料周的種種所為，均為吳家忠心女僕阿秀（顏鳳嬌飾）所知，遂求助於賣肉粽的阿旺與其母為柳復仇......

## 角色
| 角色名稱 | 演員   | 備註               |
| -------- | ------ | ------------------ |
| 柳素雲   | 施思   | 吳世平妻（林投姐） |
| 周俊     | 姜大衛 | 吳世平友           |
|          | 田豐   | 道士               |
| 阿秀     | 顏鳳嬌 | 吳家女僕           |
| 吳世平   | 孫曉威 |                    |
| 伊藤     | 林光寧 |                    |
| 阿旺     | 孫亞東 |                    |
| 旺母     | 劉引商 |                    |
|          | 古箏   |                    |
|          | 薛彰文 |                    |
|          | 張嘉泰 |                    |
|          | 常山   |                    |
| 太爺     | 房勉   |                    |
|          | 朱昆洋 |                    |
|          | 林光進 |                    |
|          | 陳維欣 |                    |
|          | 張嘉恬 |                    |

## 外部連結
- 香港影庫上《林投姐》的資料（繁體中文）
- 豆瓣电影上《林投姐》的資料 （简体中文）
- 互联网电影数据库（IMDb）上《林投姐》的资料（英文）